# Fingerprinting (WLAN)
Unter Fingerprinting in WLANs versteht man das Aufzeichnen von vorhandenen WLAN-Signalen an einem bestimmten Ort und zu einer bestimmten Zeit. In der Regel werden von WLAN-Routern ausgestrahlte „Broadcasts“ aufgezeichnet. Durch Erfassung der MAC-Adressen, der Namen der ausgestrahlten WLANs (SSID) sowie der Empfangsstärken der eingehenden Broadcastsignale (RSSI) kann ein charakteristischer „Fingerabdruck“ der WLANs am Ort der Messung erstellt werden.

## Nutzung zur Positionsbestimmung
Auf Basis der erfassten Daten kann später eine Lokalisation durchgeführt werden. Dies ist vor allem in Gebäuden und geschlossenen Räumen sinnvoll, in denen GPS nicht zur Positionsbestimmung genutzt werden kann. Hierfür werden mobile Endgeräte, zum Beispiel Smartphones, mit einer Software ausgestattet, die aus den erfassten Fingerabdrücken berechnet, wo sich das Gerät selbst gerade befindet. Dazu erfasst das Gerät zunächst einen Fingerprint seines augenblicklichen Standorts und vergleicht diesen mit den gespeicherten Daten. So kann die Software feststellen, ob sich das Gerät in der Nähe bekannter Hot Spots befindet.

## Praktische Anwendung
Zwar existieren Implementierungen der genannten Positionsbestimmungsmethode, wie zum Beispiel Intels PlaceLab, aber eine Anwendung der Technik findet nur örtlich begrenzt statt, da hierfür das Erfassen einer ausreichenden Anzahl von Fingerprints notwendig ist.
Der Suchmaschinenbetreiber Google experimentiert im Rahmen des Street-View-Projektes seit längerem mit den genannten Methoden der Positionsbestimmung und erfasst in vielen Ländern mit seinen „Street View Cars“ neben der Umgebung und der GPS-Position auch die am jeweiligen Ort vorhandenen WLANs. In Deutschland wurde Google das flächendeckende Fingerprinting aber aus datenschutzrechtlichen Gründen untersagt.
In Android werden meist über die Google-Play-Dienste (oder alternativ über das UnifiedNlp aus microG) basierend aus den Informationen über die verbundene Funkzelle und WLAN-Routern, welche vom Gerät wahrgenommen werden, eine grobe Position berechnet.